# Marcia Harvey Isaksson
Lindiwe Marcia Harvey Isaksson, född 12 november 1975 i Harare, Rhodesia, är en svensk konstnär och kurator.
Harvey Isaksson är sedan 1999 baserad i Stockholm. Efter studier på Beckmans skola, Nyckelviksskolan och Kawashima Textile School i Kyoto i Japan, har hon etablerat sig som konstnär i Sverige.
Harvey Isaksson arbetar framför allt med textilt hantverk som ett sätt att undersöka plats, kulturarv och tillhörighet. Bland annat har hon vävt inför publik på Etnografiska museet 2018 och på Röhsska museet 2023.
Utöver sitt eget konstnärskap verkar Harvey Isaksson som curator och inredare. Under perioden 2015–2023 drev hon det egna galleriet Fiberspace Från 2023 arbetar hon istället utifrån Southnord, en ny samarbetsplattform med fokus på svarta och afronordiska konstnärer. År 2023 tog Harvey Isaksson initiativ till, och kurerade, den stora samnordiska konstutställningen "The threshold is a prism" på Kulturhuset i Stockholm.